# Hear
『Hear』（ヒアー）は、谷村有美の3枚目のオリジナル・アルバム。1989年6月21日にCBS・ソニーから発売された。

## 概要
- 前作『Face』から僅か9ヶ月と言うブランクでリリースされた3枚目のアルバム。
- 前作の流れを組んだ作品だが、前作参加の溝口肇は外れた。松本晃彦・有賀啓雄・西脇辰弥それぞれ、特徴を出した編曲で参加。
- 前年リリースされた「Boy Friend」を大幅にアレンジを変えた音源と先行シングル「がんばれブロークン・ハート」を収録。
- 1曲目「明日の恋に投げKISS」はTBS系列ドラマ「ホテル物語・夏」主題歌としてシングル・カットされた（カップリングは「HALF MOON」）。

## 収録曲
| #         | タイトル                                   | 作詞               | 作曲      | 編曲      | 時間  |
| --------- | ------------------------------------------ | ------------------ | --------- | --------- | ----- |
| 1.        | 「明日の恋に投げKISS」                     | 谷村有美           | 谷村有美  | 松本晃彦  | 3:52  |
| 2.        | 「ボンネットに太陽」                       | 戸沢暢美           | 谷村有美  | 有賀啓雄  | 4:07  |
| 3.        | 「がんばれブロークン・ハート」             | 戸沢暢美           | 西脇辰弥  | 西脇辰弥  | 4:14  |
| 4.        | 「傘を持ってでかけよう」                   | 戸沢暢美           | 西脇辰弥  | 西脇辰弥  | 4:36  |
| 5.        | 「BOY FRIEND（Special Arranged Version）」 | 谷村有美           | 谷村有美  | 松本晃彦  | 5:13  |
| 6.        | 「HALF MOON」                              | 谷村有美           | 西脇辰弥  | 西脇辰弥  | 5:18  |
| 7.        | 「もう恋は。」                             | 竹花いち子         | 谷村有美  | 有賀啓雄  | 4:34  |
| 8.        | 「HELP」                                   | 谷村有美・戸沢暢美 | 谷村有美  | 松本晃彦  | 4:37  |
| 9.        | 「2人はいきなり」                          | 竹花いち子         | 伊秩弘将  | 松本晃彦  | 4:11  |
| 10.       | 「ポストカード」                           | 小西康陽           | 有賀啓雄  | 有賀啓雄  | 4:49  |
| 合計時間: | 合計時間:                                  | 合計時間:          | 合計時間: | 合計時間: | 45:31 |

## 参加ミュージシャン
| 明日の恋に投げKISS - Keyboards：松本晃彦 - Synthersizer Operator：大竹徹夫・土岐幸男 - Drums：江口信夫 - E.Bass：有賀啓雄 - Guitars：是永巧一・林部直樹 - Background Vocal・Chorus：谷村有美 ボンネットに太陽 - Keyboards：松田真人 - Synthesizer Operator：石川鉄男 - Drums：江口信夫 - E.Bass：有賀啓雄 - Flugelhorn：数原晋 - Strings：金子飛鳥グループ - Percussion：浜口茂外也 - Background Vocal・Chorus：谷村有美・有賀啓雄 がんばれブロークンハート - Synthesizer Programming＆Keyboards：西脇辰弥 - Synthesizer Operator：高橋章 - Drums：山木秀夫 - Sax：本田雅人 - Background Vocal：谷村有美 傘を持ってでかけよう - Synthesizer Programming＆Keyboards：西脇辰弥 - Synthesizer Operator：高橋章 - Background Vocal：谷村有美・西脇辰弥 BOY FRIEND - Keyboards：松本晃彦 - Synthesizer Operator：大竹徹夫・遠山淳 - Drums：江口信夫 - E.Bass：有賀啓雄 - Guitars：是永巧一・林部直樹 - Background Vocal・Chorus：谷村有美 | HALF MOON - Synthesizer Programming＆Keyboards：西脇辰弥 - Synthesizer Operator：高橋章 - Drums：山木秀夫 - Background Vocal：谷村有美 もう恋は。 - A.Piano：松田真人 - Strings：金子飛鳥グループ HELP - Keyboards：松本晃彦 - Synthesizer Operator：大竹徹夫・遠山淳 - Drums：江口信夫 - Sax：Jake H.Conception - Guitars：是永巧一・林部直樹 - Background Vocal・Chorus：谷村有美 2人はいきなり - Keyboards：松本晃彦 - Synthesizer Operator：大竹徹夫 - Sax：Jake H.Conception - Guitars：是永巧一 - Background Vocal：谷村有美 - Chorus：谷村有美・EVE ポストカード - Keyboards：松田真人 - Synthersizer Operator：石川鉄男・深沢順 - E.Bass：有賀啓雄 - Flute：さっか利郎 - Percussion：大儀見元 - Background Vocal＆Chorus：谷村有美・有賀啓雄 |